# John Ridley

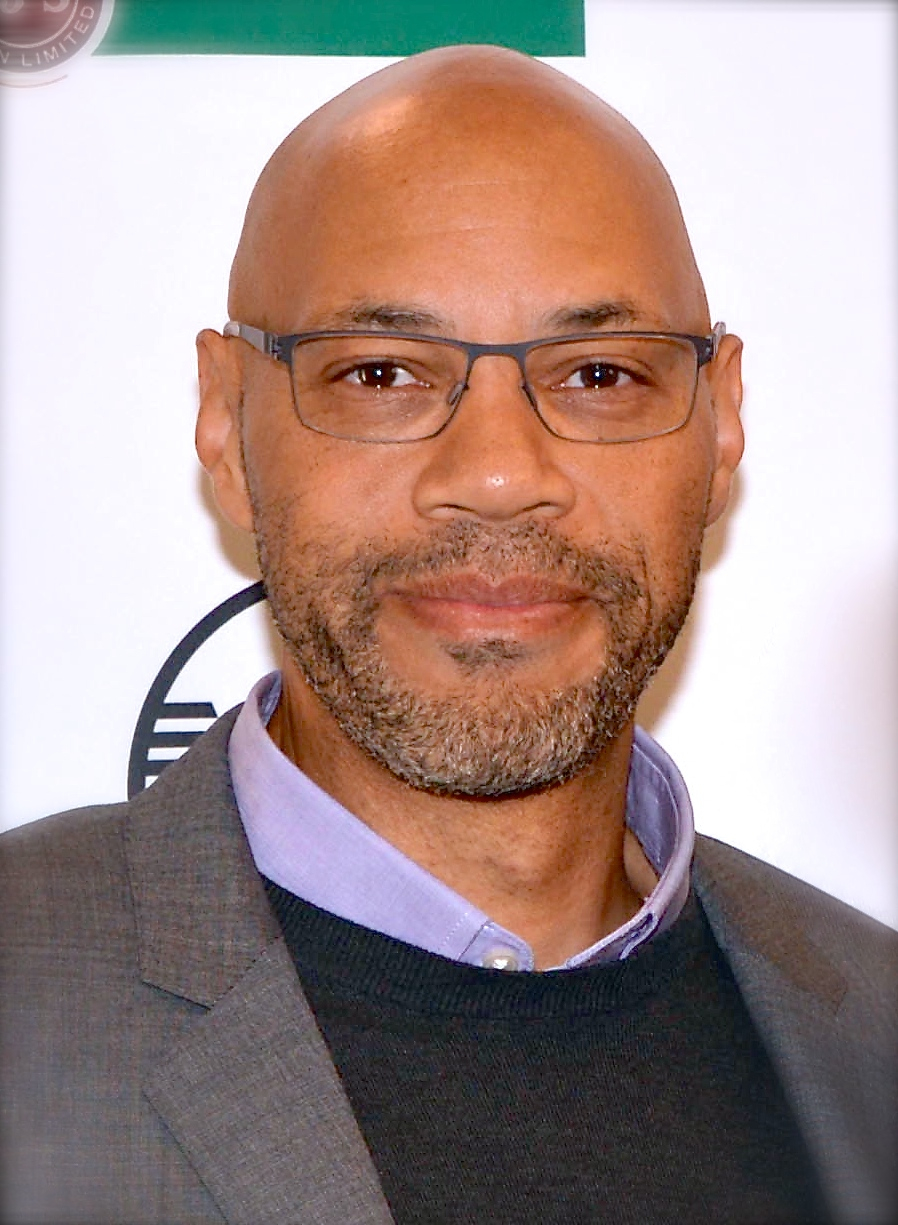
John Ridley, Stockholm International Film Festival 2013.

John Ridley (* 1965 in Milwaukee, Wisconsin) ist ein US-amerikanischer Buchautor, Drehbuchautor, Produzent sowie Regisseur und Oscarpreisträger.

## Leben
Sein Debüt als Drehbuchautor gab er 1993 für eine US-amerikanische Fernsehserie. Es folgten Drehbücher für TV-Produktionen wie Der Prinz von Bel Air.
1997 gab er sein Debüt als Regisseur mit dem Thriller The Hunt. Der im selben Jahr von Oliver Stone gedrehte Film U-Turn – Kein Weg zurück basiert auf seinem Debüt-Roman Stray Dogs. Ridley schrieb auch das Drehbuch.
Anschließend war er als Drehbuchautor weiterhin für das Fernsehen tätig und schrieb u. a. für sechs Episoden der Serie Third Watch das Drehbuch.
Der im Jahr 1999 von David O. Russell inszenierte Antikriegsfilm Three Kings basiert auf einem Drehbuch von Ridley.
2006 war Ridley als Produzent an dem Film Bobby beteiligt.
In der 2015 ausgestrahlten ersten Staffel der ABC-Fernsehserie American Crime war Ridley als Regisseur, Produzent und Drehbuchautor tätig.
Im Jahr 2021 begann Ridley, eine Reihe von Comicserien für DC Comics zu schreiben. Zu den Serien gehört unter anderem Batman. Hier wird Timothy „Jace“ Fox, der Sohn von Lucius Fox, der Nachfolger von Bruce Wayne als Batman. Für Marvel Comics hat er Black-Panther-Comics von 2021 bis 2022 geschrieben.

## Auszeichnungen (Auswahl)
Für sein Drehbuch zu 12 Years a Slave wurde Ridley bei der Oscarverleihung 2014 mit dem Oscar in der Kategorie Bestes adaptiertes Drehbuch ausgezeichnet. 2013 hatte er hierfür vom Kansas City Film Critics Circle den Preis in der Kategorie Bestes adaptiertes Drehbuch erhalten, 2014 erhielt er den Online Film Critics Society Award, einen NAACP Image Award sowie den Critics’ Choice Movie Award.

## Filmografie (Auswahl)

### Als Drehbuchautor
- 1997: The Hunt
- 1997: U-Turn – Kein Weg zurück (U-Turn)
- 1999: Three Kings – Es ist schön König zu sein (Three Kings)
- 2002: Undercover Brother
- 2012: Red Tails
- 2012: Jimi: All Is by My Side
- 2013: 12 Years a Slave
- 2015–2017: American Crime (Fernsehserie, Schöpfer)
- 2016: Ben Hur (Ben-Hur)
- 2021: Needle in a Timestack
- 2024: Shirley

### Als Regisseur
- 1997: The Hunt
- 2012: Jimi: All Is by My Side
- 2013: All Is by My Side
- 2015: American Crime (Fernsehserie, 3 Folgen)
- 2019: Godfather of Harlem (Fernsehserie, Folge 1x01)
- 2021: Needle in a Timestack
- 2024: Shirley

### Als Produzent
- 1999: Three Kings – Es ist schön König zu sein (Three Kings)
- 2013: Auge um Auge (Out of the Furnace)
- 2015–2017: American Crime (Fernsehserie)
- 2024: Shirley